# Scytodes strussmannae
Scytodes strussmannae är en spindelart som beskrevs av Cristina A. Rheims och Antonio D. Brescovit 200. Scytodes strussmannae ingår i släktet Scytodes och familjen spottspindlar. Inga underarter finns listade i Catalogue of Life.